# أسرى فلسطينيون
الأسرى الفلسطينيون، تطلق عليهم مصلحة سجون الإحتلال بالسجناء الأمنيين، يشار في هذا المقال إلى الفلسطينيين المسجونين لدى الإحتلال في سياق الصراع الإسرائيلي الفلسطيني. يعتبر مستقبل الأسرى الفلسطينيون الذين يحتجزهم الإحتلال أمراً أساسياً للتقدم في عملية السلام الإسرائيلية الفلسطينية. تستند أحكام الأسرى الفلسطينيين عادةً إلى اتهامهم بأنهم «أعضاء في منظمات غير قانونية» (أي منظمة التحرير الفلسطينية سابقًا، والآن حماس أو الجهاد الإسلامي)، يخططون أو يشاركون في أعمال تخريبية ضد المحتلون، أو يرفعون العلم الفلسطيني.
في ديسمبر 2011، كان هناك 4,772 سجينًا أمنيًا يقضون فترات عقوبة السجن في سجون الاحتلال. من هؤلاء، 552 حكم عليهم بالسجن مدى الحياة. في أبريل 2013، كان هناك حوالي 4,700 سجين أمني في سجون الاحتلال، 169 منهم رهن الإعتقال الإداري دون توجيه تهم إليهم. معظم السجناء هم رجال فلسطينيون من الضفة الغربية وقطاع غزة، كما يدعى أنهم شاركوا في المقاومة الفلسطينية ضد المحتلون.

## نظرة عامة
تأسس نظام المحاكم العسكرية للأراضي المحتلة، على غرار نظام المحاكم العسكرية البريطانية الذي أنشئ في عام 1937، في عام 1967، كان يطلق عليه المحور المركزي للاحتلال، ويعامل الفلسطينيون في الضفة الغربية على أنهم "مدنيون أجانب". جميع القضاة هم من اليهود.
لا تشمل التدابير التي يطبقها، والتي تجمع عناصر الإدارة الاستعمارية والأحكام العرفية، الحوادث التي تنطوي على اللجوء إلى العنف فحسب، بل تشمل أيضًا العديد من الأنشطة الأخرى، والاحتجاجات غير العنيفة، والبيانات السياسية والثقافية، والطريقة التي يُسمح بها للفلسطينيين بالتحرك أو الارتباط مع بعضهم البعض. من بين الجوانب الإشكالية للنظام حسب ليزا حجار [الإنجليزية]:
- الاحتجاز المطول للمشتبه بهم بمعزل عن العالم الخارجي
- إعاقة وصول السجين إلى محاميه
- الاستخدام الروتيني للإكراه تحت الاستجواب للحصول على اعترافات
- إدخال «أدلة سرية».[7]

تم محاكمة مئات الآلاف من الفلسطينيين منذ عام 1967: وفقًا لساري مقدسي، بلغ العدد التراكمي للمعتقلين الفلسطينيين الذين سجنهم الاحتلال منذ ذلك التاريخ وحتى عام (2005) 650.000. من بين هؤلاء، وفقًا لتامار بيليج-سريك عام (2011)، تعرض عشرات الآلاف لمعاملة محددة من الاعتقال الإداري. كان معدل الحبس هو الأعلى في العالم خلال الانتفاضة الفلسطينية الأولى ضد حكم الاحتلال (1987-1992) - وتراوحت معدلات إدانتهم من 90 إلى 95%، حيث تم تأمينها في معظمها عن طريق المساومة في 97% من الحالات. حسب إحصائيات الصليب الأحمر، تعرَّض للإعتقال واحد من كل ثلاثة فلسطينيين خلال العقدين الأولين من الاحتلال، من عام 1967 إلى عام 1987، أي تعرض ما يقارب 500,000 فلسطيني للاعتقال والاحتجاز من قبل قوات الاحتلال. وفي أي يوم من الأيام، ستكون المحاكم مكتظة «بالأطفال في الأصفاد، والنساء الذين تدافع ضد الجنود، والأشخاص القلقين الذين يطالبون المحامين بالمعلومات». بعد اتفاقات أوسلو، تم سحب المحاكم في البلدات الفلسطينية إلى المنطقة ج، وهذا يعني فقط أن المحامين وعائلتهم يواجهون صعوبة أكبر بكثير، بسبب نظام التصاريح، في الوصول إلى المحاكم.
تم في البداية تطبيق ممارسة الاعتقال الإداري المحددة من قبل البريطانيين لإخضاع الفلسطينيين، ولكن تم تطبيقها بشكل متزايد للتعامل مع سلوك الناشطين السياسيين اليهود والمشتبه في أنهم أعضاء في منظمات شبه عسكرية يهودية، وهو امتداد عارضه بقوة المستوطنون اليهود في ذلك الوقت. جادل المحامون اليهود في يوليو 1936 بأنه يجب إلغاؤه. جادل دوف يوسف بالمثل في عام 1948 بأن هذه الممارسة ألغت أمر المثول أمام القضاء وأدت إلى سجن البريطانيين للعديد من الناشطين اليهود. ومع ذلك، احتفظ الاحتلال، على ضمان الاستقلال، بمجموعة اللوائح هذه الخاصة بالقانون الأساسي للدولة الجديدة. مكنت المادة 111 من ذلك القادة العسكريين من القبض على أي شخص واعتقاله، دون إبداء أسباب علنية أو توجيه تهم رسمية أو محاكمة، لفترات تصل إلى عام واحد، على الرغم من وجود نص يقضي بتمديد أي شخص معتقل بموجب الأمر إلى أجل غير مسمى. تسمح اتفاقية جنيف الرابعة بالاعتقال، وفي هذه السوابق، أصدر جيش الاحتلال المادة 87 من الأمر المتعلق بالتعليمات الأمنية، وطبقها على الحالات التي لا تسمح فيها قواعد أدلة محاكم الاحتلال بإدانة المشتبه فيه. حدثت أمثلة صارخة على هذه الممارسة في وقت مبكر من الاحتلال. تيسير عاروري، أستاذ الرياضيات بجامعة بيرزيت، اعتقل ليلاً في 21 أبريل 1974 وأفرج عنه في 18 يناير 1978، بعد معاناته من السجن لمدة 45 شهرًا دون محاكمة أو توجيه تهم، فقط بعد أن أصدرت منظمة العفو الدولية احتجاجًا عامًا.
في عام 1978، وصف مايكل جولدشتاين نظام الاعتقال بأنه «تشويش في العدالة الجنائية»، لكنه مؤقت بطبيعته وتمليه حالة الحرب المستمرة. ونسب إلى الاحتلال امتناعه عن جعلها جزءًا من نظامها القضائي، بدلاً من النظام العسكري. في فترة خمسة أشهر من الانتفاضة الفلسطينية الأولى وحدها، وضع الاحتلال 1900 فلسطيني تحت أمر اعتقال إداري. خلال العقد من عام 2000 إلى عام 2009، تم تقدير أنه في أي وقت من الأوقات يتعرض ما بين 600 و 1000 فلسطيني سنويًا للاعتقال الإداري. صرحت منظمة العفو الدولية أنه في عام 2017، تواصل سلطات الاحتلال تبني الاعتقال الإداري بدلاً من المقاضاة الجنائية لاحتجاز «مئات الفلسطينيين، بمن فيهم الأطفال وقادة المجتمع المدني والعاملون في المنظمات غير الحكومية، دون تهمة أو محاكمة بموجب أوامر قابلة للتجديد، بناءً على معلومات تم حجبها عن المعتقلين وعنهم المحامون»، وأن عدد المعتقلين الإداريين 441. ومن بين الفلسطينيون البارزين الذين تعرضوا مؤخراً لهذه العملية، خالدة جرار وأحمد قطامش، اللذان تعتبرهما منظمة العفو الدولية سجين رأي.

## عدد الأسرى في سجون الاحتلال
يفيد المركز الفلسطيني لحقوق الإنسان أنه من حرب الأيام الستة (1967) إلى الانتفاضة الفلسطينية الأولى (1988)، تم اعتقال أكثر من 600000 فلسطيني في سجون الاحتلال لمدة أسبوع أو أكثر. قدّر روري مكارثي، مراسل الغارديان في القدس، أن خُمس السكان قد سجنوا في وقت واحد منذ عام 1967. في 11 ديسمبر 2012، صرح مكتب رئيس الوزراء آنذاك سلام فياض أنه منذ عام 1967، تم اعتقال 800,000 فلسطيني، أو ما يقرب من 20% من مجموع السكان و 40% من السكان الذكور، من قبل الاحتلال في وقت واحد. وقد تم اعتقال حوالي 100,000 شخص رهن اعتقال إداري. وفقًا للتقديرات الفلسطينية، حكم على 70% من الأسر الفلسطينية بأحد أفراد الأسرة أو أكثر بالسجن في سجون الإحتلال نتيجة للأنشطة المناهضة للاحتلال.
وفقا لمنظمة بتسيلم، ابتداء من عام 1998، كان هناك انخفاض في عدد الفلسطينيين المعتقلون إداريا. تم اعتقال أقل من 20 شخصًا من عام 1999 إلى أكتوبر 2001. ومع ذلك، مع بداية الانتفاضة الفلسطينية الثانية (2000)، وخاصة بعد عملية الدرع الواقي (2002)، ارتفعت الأرقام بشكل مطرد. وفقًا للفدرالية الدولية لحقوق الإنسان الذين يقيمون في دار الأمة، فمنذ بداية الانتفاضة الفلسطينية الثانية إلى أبريل 2003، تم اعتقال أكثر من 28000 فلسطيني. في أبريل 2003 وحده، كان هناك أكثر من 5500 عملية اعتقال.
في عام 2007، بلغ متوسط عدد الفلسطينيين الخاضعين للاعتقال الإداري حوالي 830 شخصًا في الشهر، بمن فيهم النساء والقُصّر الذين تقل أعمارهم عن 18 عامًا. وبحلول مارس/آذار 2008، كان أكثر من 8400 فلسطيني معتقلون لدى سلطات الاحتلال المدنية والعسكربة، منهم 5414 يقضون عقوبات، كان 2167 شخصاً يواجهون إجراءات قانونية و 790 كانوا رهن الاعتقال الإداري، وغالبًا دون تهمة أو علم بالشبهات الموجهة إليهم. في عام 2010، ذكر الجهاز المركزي للإحصاء الفلسطيني أن هناك أكثر من 7000 فلسطيني في سجون الاحتلال، منهم 264 رهن الاحتجاز الإداري. معظم السجناء محتجزون في سجن عوفر بالضفة الغربية وسجن مجدو وكتسيعوت.
في إبريل 2008، أعلن المركز القانوني لحقوق الأقلية العربية (عدالة) أن 11000 سجين فلسطيني كانوا في السجون معتقلين لدى الاحتلال، من بينهم 98 امرأة و 345 قاصراً و 50 عضواً في المجلس التشريعي الفلسطيني و 3 وزراء للسلطة الوطنية الفلسطينية. من بين هؤلاء الأسرى الفلسطينيين البالغ عددهم 11,000، كان هناك 8,456 من الضفة الغربية، و 762 من قطاع غزة، و 694 من الداخل المحتل (بما في ذلك 552 من القدس). في أكتوبر 2008، ذكرت صحيفة هاآرتس أن 600 فلسطيني كانوا معتقلون إداريا لدى الاحتلال، بما في ذلك «حوالي 15 قاصرا لا يعرفون حتى سبب اعتقالهم».

### القُصّر
في الفترة 2000-2009، اعتقلت سلطات الاحتلال 6,700 فلسطيني تتراوح أعمارهم بين 12 و 18 عامًا، وفقًا لقسم فلسطين التابع لمنظمة الدفاع الدولي للأطفال. في عام 2009، كان هناك ما مجموعه 423 معتقلاً في مراكز الاعتقال والاستجواب وسجون الاحتلال. في أبريل 2010 انخفض العدد إلى 280. تنصم منظمة الدفاع الدولي للأطفال على أن عمليات الاعتقال هذه تتعارض مع القانون الدولي. حتى أغسطس 2013، تم سجن 193 قاصرًا، ووفقًا لصحيفة الإيكونومست، تم تقديم «جميعهم تقريبًا» إلى المحكمة في أغلال الساق والأصفاد. وفي5 أبريل 2024 صرّح نادي الأسير الفلسطيني إن إسرائيل تحتجز في سجونها 200 طفل فلسطيني.

### الشخصيات العامة

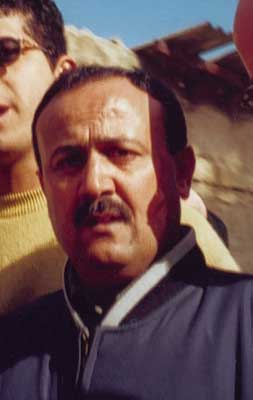
مروان البرغوثي، قائد كتائب شهداء الأقصى، الذي أدانته محكمة الاحتلال في خمس تهم بالقتل وحُكم عليه بالسجن خمس سنوات مدى الحياة.

يوجد العديد من القادة والسياسيين الفلسطينيين المعتقلون في سجون الاحتلال، بما في ذلك 47 من أعضاء حماس في المجلس التشريعي الفلسطيني، بالإضافة إلى بعض الوزراء ورؤساء البلديات وأعضاء المجالس البلدية في مختلف البلدات والمدن في الضفة الغربية.
مروان البرغوثي، أحد قادة كتائب شهداء الأقصى وحزب المستقبل السياسي، تم اعتقاله ومحاكمته من قبل محكمة الاحتلال بسبب هجمات نفذتها كتائب شهداء الأقصى. أُدين في 20 مايو 2004 بتهمة القتل العمد وحُكم عليه بالسجن خمس سنوات مدى الحياة وأربعين سنة.
أحمد سعدات، الأمين العام للجبهة الشعبية لتحرير فلسطين معتقل حاليًا لدي الإحتلال. في عام 2002، تمت محاكمته وإدانته وسجنه في أريحا من قبل السلطة الوطنية الفلسطينية، لدوره في اغتيال وزير السياحة رحبعام زئيفي في 17 أكتوبر 2001 على يد الجبهة الشعبية لتحرير فلسطين. أعلنت المحكمة العليا الفلسطينية فيما بعد أن سجنه غير دستوري. تم التفاوض على سجنه من قبل السلطة الوطنية الفلسطينية، بدلاً من تسليمه إلى الاحتلال كما هو مطلوب بموجب اتفاقيات أوسلو، بين السلطة الوطنية الفلسطينية والإحتلال والولايات المتحدة والمملكة المتحدة. بموجب شروط هذا الاتفاق، كان من المقرر مراقبة السجن من قبل المراقبين الأمريكيين والبريطانيين. في 14 مارس 2006، بعد أن تخلى المراقبون الأمريكيون والبريطانيون، وكذلك الحراس الفلسطينيون في سجن أريحا عن مواقعهم، أحاطت قوات الاحتلال بالسجن في أريحا واستولت على سعادات، الذي ظل رهن الاعتقال الإداري منذ ذلك الحين.
في عام 2005، تم اعتقال ثلاثة أعضاء في المجلس البلدي في نابلس بمن فيهم رئيس البلدية عدلي يعيش، وعمدة قلقيلية وجيه قواس، وعمدة بيتا عرب شرفا، وعضوين من المجلس البلدي في بني زيد، وجميع أعضاء حماس.

## مدفوعات السلطة الفلسطينية
في عام 2003، فرض القانون الفلسطيني راتباً شهرياً قدره 250 دولارًا للمعتقلين الفلسطينيين المسجونين في سجون الاحتلال لمدة تصل إلى خمس سنوات، مع دفع مبالغ أعلى لمن يقضون فترة أطول. أولئك الذين قضوا عقوبة بالسجن مدى الحياة تم دفع 1000 دولار شهريا. في يناير 2011، أصدر رئيس الوزراء سلام فياض تعديلاً لزيادة هذه المدفوعات بنسبة 300%.
في مارس 2009، تمت إضافة 190 دولارًا إضافيًا إلى هذه المدفوعات للسجناء المرتبطين بفصائل منظمة التحرير الفلسطينية في سجون الاحتلال. يحصل كل سجين تابع لمنظمة التحرير الفلسطينية على 238 دولارًا شهريًا، بالإضافة إلى 71 دولارًا إضافيًا إذا كانوا متزوجين و 12 دولارًا لكل طفل.
اعتبارًا من مايو 2011، أنفقت السلطة الفلسطينية 4.5 مليون دولار شهريًا على دفع الأسرى الفلسطينيين في سجون الاحتلال، بما في ذلك السجناء المدانون بقتل المحتلون، و 6.5 مليون دولار لعائلات الشهداء. يتم منح الرواتب الممولة من السلطة الفلسطينية لأسرى فتح وحماس والجهاد الإسلامي. هذه المدفوعات تشكل 6% من ميزانية السلطة الفلسطينية. يتلقى عبد الله البرغوثي عضو حماس، الذي حكم عليه بالسجن لمدة 67 حكما بالسجن مدى الحياة لارتكابه قتل 67 إسرائيليا 4000 شيكل. بالإضافة إلى ذلك، يحصل السجناء الذين سجنوا لأكثر من 30 عامًا على 12000 شيكل (3000 دولار) شهريًا.
في نوفمبر 2011، وقبل عطلة عيد الأضحى، دفعت السلطة الفلسطينية للأسرى الفلسطينيين 550 شيكل (حوالي 140 دولار)، بالإضافة إلى 50 شيكل (حوالي 12 دولار) لشراء الحلويات خلال العطلة.
في أكتوبر 2012، ذكرت صحيفة ديلي ميل على الإنترنت أن السجناء كانوا يتلقون أموال المساعدات البريطانية بمبلغ يتراوح بين 230 جنيهًا و 1957 جنيهًا شهريًا، اعتمادًا على عدة معايير، بغض النظر عن الجرائم المرتكبة. قالت بولين لاثام، نائبة لجنة التنمية الدولية المختارة: «آمل أنه بعد إجراء مزيد من التحقيقات، يمكن أن تتأكد وزارة التنمية الدولية ووزارة الخارجية من كيفية قيام السلطة الفلسطينية بإنفاق أموال المساعدات ووضع حد لاستخدامها في انتزاع أي اتفاق سلام محتمل بين الإسرائيليون والفلسطينيون». قال آلان دنكان، وزير التنمية الدولية: «تدير السلطة الفلسطينية برنامجين للمساعدة الاجتماعية لتوفير مدفوعات الرعاية الاجتماعية للأسر التي فقدت معيلها الرئيسي. وآمل أن توافق أيضًا على ألا تتحمل الأزواج أو الأطفال المعالين مسؤولية جرائم الأسرة. أعضاء، أو أجبر على العيش في فقر ونتيجة لذلك».

### إغلاق حسابات الأسرى
في فبراير 2020، أصدر قائد جيش الاحتلال الإسرائيلي في الضفة الغربية قراره العسكري المُعَدل باعتبار الرواتب الشهرية التي تدفعها الحكومة الفلسطينية للأسرى «عملًا محظورًا»، وعلى البنوك عدم الاحتفاظ بحسابات للأسرى، وإلا فإنها تُعتبر وموظفيها شركاء في «الجريمة».
في 5 مايو 2020، قال أسرى فلسطينيون مُحررون أن إدارة بنك القاهرة عمان طالبتهم بعمل براءة ذمة، ونقل حساباتهم من البنك إلى بنوك أخرى، وعطلت بطاقاتهم البنكية. رد مسلحون فلسطينيون بإطلاق النار على فرع للبنك في مدينة جنين لثلاث مرات خلال أسبوع واحد، كما أضرم آخرون النار في صراف آلي يتبع البنك في مدينة أريحا.
في 6 مايو 2020، قالت هيئة شؤون الأسرى والمحررين الفلسطينية أن بنوك وافدة تعمل في الأراضي الفلسطينية قد شرعت في إغلاق حسابات بنكية لأسر الشهداء والأسرى الفلسطينيين استجابةً لضغوط إسرائيلية. قال رئيس الوزراء الفلسطيني محمد اشتية أن لجنة شُكلت لدراسة الأزمة وأنه تم الاتفاق مع البنوك لتجميد إجراءاتها.
في 10 مايو 2020، أطلق مسلحون النار في الهواء أمام فرع بنك الأردن في مدينة قباطية شمال الضفة الغربية احتجاجًا على إجراءات البنك الصادرة بإجبار الأسرى على إغلاق حساباتهم البنكية.
في 4 يوليو 2020، أطلق مسلحون فلسطينيون النار صوب صراف آلي يتبع البنك العربي في منطقة بلدية بني زيد الغربية، شمال غرب محافظة رام الله والبيرة، كما كتبوا شعارات منها: «الأسرى خط أحمر».
في 7 سبتمبر 2020، استنكرت هيئة شؤون الأسرى والمحررين خطوة البنك العربي برفض استلام حوالة رواتب 94 أسيرًا فلسطينيًا ومُحررين وإعادتها إلى وزارة المالية الفلسطينية في خطوة وصفتها بأنها:«مرفوضة وطنيًا وأخلاقيًا.» كما أشار رئيس الهيئة قدري أبو بكر إلى أن بعض البنوك ترفض فتح حسابات جديدة للأسرى، في حين أن الاحتلال الإسرائيلي قد جمد العمل في قراره.

## تبادل السجناء والإفراج عنهم
أطلق الاحتلال سراح فلسطينيين في اتفاقيات تبادل الأسرى المبرمة مع مختلف فصائل المقاومة الفلسطينية. في عام 1985 وفي إطار عملية الجليل أطلق الاحتلال سراح 1150 سجينًا، بمن فيهم الشيخ أحمد ياسين، مقابل ثلاثة أسرى حرب من جيش الاحتلال محتجزين لدى أحمد جبريل. دعت الاتفاقية المؤقتة لعام 1995 بشأن الضفة الغربية وقطاع غزة إلى إطلاق سراح المعتقلين الفلسطينيين على مراحل، كجزء من سلسلة من «تدابير بناء الثقة». عند انسحاب الاحتلال من المراكز الفلسطينية المأهولة بالسكان في عام 1995، نُقل العديد من الفلسطينيين في السجون العسكرية إلى السجون داخل المناطق المحتلة، والتي قال بعض الناشطين الفلسطينيين إنها تمثل انتهاكًا للمادتين 49 و 76 من اتفاقيات جنيف التي تحظر الترحيل. حددت اتفاقية واي ريفر لعام 1998 أن الاحتلال سيفرج عن 750 أسيرًا فلسطينيًا، تم الإفراج عن 250 منهم بحلول وقت اتفاقية شرم الشيخ في عام 1999. قللت واي 2 من عدد الذين سيتم إطلاق سراحهم من 500 إلى 350، تم إطلاق سراح هؤلاء بحلول منتصف أكتوبر 1999. أطلق الاحتلال 26 سجينًا أمنيًا في بداية شهر رمضان، نصفهم لم يتبق سوى بضعة أشهر. تم إطلاق سراح سبعة سجناء آخرين من القدس الشرقية في اليوم التالي بعد احتجاجات من السلطة الفلسطينية، والتي كانت تتوقع المزيد. في عام 2000، تم إطلاق سراح 18 سجيناً آخرين كمبادرة حسن نية في مارس ويونيو.
في قمة شرم الشيخ في 8 فبراير 2005، تعهد الاحتلال بالإفراج عن 900 سجين فلسطيني آخر من أصل 7500 محتجز في ذلك الوقت. بحلول ربيع عام 2005، كان قد تم إطلاق 500 منها، ولكن بعد هجمات صواريخ القسام على سديروت في 5 مايو، أرييل شارون أوقف إطلاق سراح الـ 400 المتبقي، مشيرًا إلى حاجة السلطة الفلسطينية لكبح جماح النشطاء. في 25 أغسطس 2008، أطلق الاحتلال سراح 198 سجينًا في «لفتة حسن نية» لتشجيع العلاقات الدبلوماسية ودعم قائد فتح محمود عباس. في 15 كانون الأول / ديسمبر 2008، أطلق الاحتلال سراح 224 سجيناً فلسطينياً من سجن عوفر في الضفة الغربية، وأُطلق سراح 18 منهم في قطاع غزة.
في عام 2011، أطلقت حكومة الاحتلال سراح 1027 أسيرًا فلسطينيًا مقابل جلعاد شاليط -ضمن صفقة وفاء الأحرار- وهو جندي إسرائيلي احتجزته المقاومة الفلسطينية كرهائن في قطاع غزة لأكثر من خمس سنوات. ونقلت صحيفة الحياة السعودية عن قائد حركة حماس أحمد الجعبري قوله إن الأسرى الذين أطلق سراحهم كجزء من الصفقة مسؤولون بشكل جماعي عن مقتل 569 إسرائيلياً. هذا الاتفاق هو أكبر اتفاق لتبادل الأسرى بين الإحتلال، وذلك كجزء من الاتفاقية التي وافق عليها الاحتلال لإطلاق سراح 1027 سجينًا فلسطيني لجندي إسرائيلي واحد - وهو أعلى سعر دفعه الاحتلال مقابل جندي واحد. كان جلعاد شاليط أول جندي إسرائيلي يتم أسره على قيد الحياة منذ 26 عامًا.
في أكتوبر 2012، زعمت مؤسسة جيش الإحتلال أن العشرات من الأسرى الفلسطينيين المفرج عنهم في تبادل الأسرى جلعاد شاليط قد استأنفوا نشاطهم المقاوم. انضم الكثير منهم إلى قيادة حماس، وبدلاً من ذلك قام أسرى فلسطينيون آخرون بتطوير أسلحة وأطلقوا صواريخ على مستوطنات الإحتلال، وقام بعضهم بتجنيد أعضاء في خلايا مقاومة جديدة في الضفة الغربية. قامت إحدى هذه الخلايا في الخليل بزرع قنبلة وتخطيطها لاختطاف جندي. تورط السجناء في الضفة الغربية أيضًا في أعمال عنيفة، وألقى الاحتلال القبض على 40 منهم، صرح مسؤول كبير بأن التعاون بين قوات الاحتلال والسلطات الفلسطينية كان فعالاً في تعقب الأفراد ومنع المزيد من الهجمات.
في أغسطس 2013، وافق مجلس وزراء الإحتلال على عملية من أربع مراحل يتم خلالها إطلاق سراح 104 أسيرًا فلسطينيًا كجزء من إجراء «لبناء الثقة» يهدف إلى تعزيز مفاوضات السلام الإسرائيلية الفلسطينية. أُدين جميع السجناء المقرر إطلاق سراحهم بتهمة المقاومة ضد الاحتلال قبل توقيع اتفاقات أوسلو في سبتمبر 1993؛ وكان معظمهم إما متورطين مباشرة في قتل المحتلون وكان الكثير منهم يقضون عقوبة السجن مدى الحياة. في ديسمبر 2013، أطلق الاحتلال سراح 26 سجينًا فلسطينيًا آخرين بموجب محادثات السلام التي توسطت فيها وزير الخارجية الأمريكية جون كيري.
وفي 24 نوفمبر 2023، تم الإأفراج عن 39 امرأة  وقاصرا فلسطينيا كانوا محتجزين بتهم مختلفة، وذلك بموجب اتفاق توسطت فيه قطر، مقابل الإفراج عن 13 رهينة إسرائيلية ممن احتجزتهم حماس خلال هجومها على إسرائيل في أكتوبر 2023.

## خرق القانون الدولي

### الإرهابيون مقابل «أسرى الحرب»
في يوليو 2003، ذكر الاتحاد الدولي لحقوق الإنسان أن «الاحتلال لا يعترف بالسجناء الفلسطينيين بصفتهم أسرى حرب». وبدلاً من ذلك، يُعامل السجناء كمجرمين أو إرهابيين بدوافع سياسية، ويُتهمون إما بارتكاب جرائم إرهابية أو بجرائم عنيفة، أو يُحتجزون إدارياً دون تهمة.
لقد جادل مؤيدو القضية الفلسطينية بأنه وفقًا لاتفاقيات جنيف، يجب أن يكون للفلسطينيين الأعضاء في منظمات المقاومة المسلحة الحق في الحصول على لقب أسير الحرب وعدم تسميتم بالإرهابيين.
موقف اتفاقيات جنيف فيما يتعلق بالفلسطينيين المحتجزين بسبب نشاط مسلح ضد قوات الاحتلال ليس واضحًا تمامًا. سوف يمنح البروتوكول الإضافي الأول، الذي ينطبق أثناء النزاعات المسلحة ضد المهن الأجنبية (المادة 1 (4)) - وضع المقاتل القانوني (وبالتالي وضع أسير الحرب إذا أسر) للمقاتلين الذين لا يرتدون الزي الرسمي أو لديهم علامة مميزة بسبب طبيعة النزاع، طالما أنهم يحملون السلاح علانية خلال الاشتباكات العسكرية (انظر المادة 44 (3)). ومع ذلك، لم يتم التصديق على هذا البروتوكول من قبل الإحتلال.
توفر اتفاقية جنيف الثالثة لعام 1949، التي صدق عليها الاحتلال، حماية أكثر محدودية، وتمنح وضع أسير الحرب للمقاتلين في حركات المقاومة المنظمة التي تفي بالشروط المنصوص عليها في المادة 4 (2)، بما في ذلك "قيادة شخص مسؤول عن مرؤوسيه" "و" وجود علامة مميزة ثابتة يمكن التعرف عليها عن بعد "، حيث تحمي المادة 4 (6) سكان الأراضي غير المحتلة الذين يقاومون العدو تلقائيًا في بعض الظروف.

### ترحيل السجناء
حتى أوائل التسعينيات، كان السجناء الفلسطينيون محتجزين في مرافق الاحتجاز في الضفة الغربية وقطاع غزة. منذ ذلك الحين، يتم ترحيل معظمهم إلى السجون ومراكز الاحتجاز على الأراضي المحتلة. وقد وُصف هذا بأنه انتهاك لاتفاقية جنيف الرابع، التي تنص على أن الأشخاص المحتجزين لهم الحق في البقاء في الأراضي المحتلة في جميع مراحل الاحتجاز، بما في ذلك خدمة العقوبة إذا أدين. في 28 مارس 2010، رفضت المحكمة الإحتلال العليا التماساً من جماعة حقوق الإنسان ييش دين تسعى إلى وقف ممارسة السجن داخل الإراضي التي تخضع تحت سيطرة الاحتلال.

### السجن الإداري
ذكرت منظمة العفو الدولية أن الاحتلال سجنت فلسطينيين لفترات طويلة دون توجيه اتهام إليهم أو تقديمهم للمحاكمة. قال الإحتلال إن الاحتجاز دون محاكمة هو إجراء أمني ضروري يمكن استخدامه لتجنب الكشف عن المعلومات السرية في المحاكمات. انتقد الاتحاد الأوروبي هذه السياسة.
داخل الإحتلال، يتمتع وزير الدفاع بسلطة إصدار أوامر الإعتقال الإداري لمدة تصل إلى 6 أشهر في الحالات التي يكون فيها هناك احتمال معقول بأن يضر الشخص بأمن الدولة. للوزير نفسه صلاحية تجديد هذه الأوامر. وبالمثل، يمكن لرئيس الأركان العامة إصدار مثل هذه الأوامر، لكن صالحة لمدة 48 ساعة فقط. يتعين على سلطات إنفاذ القانون إظهار السبب في غضون 48 ساعة (في جلسة استماع خلف الأبواب المغلقة). يمكن استئناف أوامر الاعتقال الإداري أمام المحكمة المحلية، وفي حالة رفضها هناك، إلى المحكمة العليا. يمكن للمحكمة المحلية أن تلغي مثل هذه الأوامر إذا وجدت أن الاعتقال الإداري وقع لأسباب غير الأمن (مثل الجرائم الشائعة أو ممارسة حرية التعبير). السلطة الإشرافية العامة على تطبيق القانون ذي الصلة تقع على عاتق وزير العدل.
داخل الضفة الغربية، يمكن لأي قائد للجيش المحلي إصدار أمر اعتقال إداري، ويمكن استئناف الأمر في المحكمة العسكرية المحلية أو في حالة رفضه هناك، في المحكمة العليا. هنا أيضًا، يكون أمر الاعتقال الإداري ساري المفعول لمدة ستة أشهر على الأكثر، ولكن يمكن تجديده من قبل السلطة المختصة. يحيل الاحتلال استخدامها للاعتقال الإداري في الأراضي المحتلة إلى المادة 78 من اتفاقية جنيف الرابعة لعام 1949، التي تنص على أنه «إذا رأت السلطة القائمة بالاحتلال أن من الضروري، لأسباب أمنية حتمية، اتخاذ تدابير السلامة المتعلقة بالأشخاص المحميين، على الأكثر، إخضاعهم لإقامة مخصصة أو للاعتقال».
أول استخدام لأمر الاعتقال الإداري في الضفة الغربية بعد حرب 1967 كان في 3 سبتمبر 1967. تم اعتقال أكثر من مائة شخص خلال السنة الأولى للاحتلال. واحتُجز المعتقلون لمدة تصل إلى عام أو تم ترحيلهم. في عام 1974، كانت هناك إجراءات صارمة ضد المنظمات الوطنية الفلسطينية التي أدت إلى اعتقال 200 شخص، بعضهم اعتقل دون محاكمة لمدة خمس سنوات. في عام 1978، أطلقت منظمة العفو الدولية نداء ضد استخدام الاعتقال الإداري مما أدى إلى تغيير في الإجراءات. انخفض عدد المعتقلين من 30 حالة في عام 1978 إلى حالة واحدة فقط في عام 1981. وأفرج عنه في مارس 1982 بعد اعتقاله لمدة سبع سنوات. تم استئناف استخدام أوامر الاعتقال الإداري في أغسطس 1985 حيث تم اعتقال أكثر من 100 شخص في غضون أسبوعين.
بعض الأمثلة تشمل:
- في 20 مارس / آذار 2010، تم اعتقال معتصم نزال، وهو فلسطيني يبلغ من العمر 16 عامًا، في منزله في مخيم قلنديا دون تفسير، وظل في السجن حتى 26 ديسمبر / كانون الأول 2010.[75]
- في 17 ديسمبر 2011، اعتقل الاحتلال خضر عدنان «للأنشطة التي تهدد الأمن الإقليمي». بينما كان عدنان عضواً في حركة الجهاد الإسلامي الفلسطينية، لم يتهم الإحتلال عدنان بالتورط المباشر في أي هجمات من قبل الجماعة. المسؤولون لقيادة الاحتلال لم يتهموه بأي جريمة. بعد إضرابه عن الطعام، أعلنت وزارة العدل أنه سيتم إطلاق سراحه. يقال إن هذا الإعلان ألغى مراجعة قضائية لممارسة الاحتلال المتمثلة في اعتقال السجناء دون محاكمة.[77]

اعتبارًا من يناير 2012، تم اعتقال 309 فلسطينيًا دون توجيه تهم جنائية، وفقًا لمنظمة بتسيلم:
- 16 فلسطينيا محتجزون بدون تهمة لمدة تتراوح بين سنتين و 4.5 سنوات.
- 88 تم احتجازهم لمدة 1-2 سنوات.
- 80 تم احتجازهم لمدة 6 أشهر - سنة واحدة

في يوليو 2012، انخفض العدد إلى 250. ووفقًا لأرقام مصلحة سجون الإحتلال لشهر ديسمبر 2012، كان هناك 178 فلسطينيًا رهن الاعتقال الإداري (بدون تهمة أو محاكمة).

## مزاعم انتهاك حقوق الإنسان
يقوم جيش الإحتلال بإساءة معاملة السجناء الفلسطينيون.

### التعذيب الجسدي
حتى عام 1999، كان «الضغط البدني المعتدل» مسموحًا به في استجواب المشتبه بهم من قِبل جهاز الشاباك، على النحو المبين في تقرير لجنة لاندو لعام 1987. وضعت بتسيلم قائمة بأساليب التحقيق المزعومة التي تشمل: «حرمان المستجوب من النوم لعدة أيام من خلال ربطه أو وضعها في أوضاع مؤلمة؛ تشغيل الموسيقى الصاخبة؛ تغطية رؤوسهم بكيس قذر؛ تعريض المعتقل للحرارة والبرودة الشديدة؛ ربطهم بكرسي منخفض، إمالة إلى الأمام؛ تكبيل المحبوس بإحكام الأيدي؛ ويداه مقيدتان ومرتفعتان؛ وضع المستلقي على ظهره على مقعد مرتفع مع تقوس جسده إلى الوراء؛ مما يضطر الطفل إلى الجلوس على أصابع قدميه ويداه مقيدتان خلفه؛ الهز العنيف للمحتجز. يقوم المحقق بإمساكه ويهزه؛ مستخدماً التهديدات واللعنات، ويطعمه بكمية رديئة وغير كافية من الطعام».
في عام 1997، ذكرت لجنة مناهضة التعذيب التابعة للأمم المتحدة أن هذه الأساليب تشكل تعذيباً وتنتهك اتفاقية مناهضة التعذيب وغيره من ضروب المعاملة أو العقوبة القاسية أو اللاإنسانية أو المهينة، وهي اتفاقية صدق عليها الاحتلال في عام 1991. وفي سبتمبر / أيلول 1999، قضت المحكمة العليا بأن الإحتلال لا يتمتع بسلطة قانونية لاستخدام وسائل الاستجواب الجسدية التي ليست "معقولة وعادلة" وتتسبب في معاناة السجين. بينما لاحظت المحكمة أن الاستجواب المعقول من المحتمل أن يسبب عدم ارتياح ويمارس ضغطًا على المعتقل، فإن هذا قانوني فقط إذا كان "تأثيرًا جانبيًا" ملازمًا "للاستجواب"، ولا يهدف إلى التعب أو "كسر" المعتقل كنهاية في حد ذاته.
كتب أوري ديفيس أن قرار عام 1999 جاء بعد 50 عامًا من الصمت "في مواجهة التعذيب المنهجي الذي تمارسه سجون الاحتلال ومراكز الاعتقال بحق السجناء والمعتقلين الفلسطينيين، وكذلك السجناء الآخرين". ومع ذلك، يشير ديفيس أيضًا إلى أنه بعد صدور حكم المحكمة العليا، وجدت اللجنة العامة لمناهضة التعذيب في سجون الإحتلال أن "التعذيب قد توقف، في معظم الحالات".
في عام 2000، أقر تقرير الاحتلال رسمي بتعذيب المعتقلين خلال الانتفاضة الفلسطينية الأولى. وقال التقرير إن قيادة الشاباك كانت على علم بالتعذيب لكنها لم تفعل شيئًا لوقفه. صرحت منظمات حقوق الإنسان أن بعض المعتقلين ماتوا أو أصيبوا بالشلل. ولا يزال التعذيب في سجون الاحتلال موجود حتى الآن.

## أسرى غزة
أكثر من 334 سجينًا من غزة بينهم امرأتان وطفل. كانت أسرهم تخضع لقيود كثيرة لزيارتهم في سجون الاحتلال. طُلب منهم الحصول على تصاريح من سلطات الاحتلال حتى يتمكنوا من زيارة أقاربهم. بينما توجد قيود كثيرة على دخول عائلات غزة إلى المناطق المحتلة. يسمحون بزيارات السجن كل شهرين على الأكثر لثلاثة أفراد من الأسرة، فقط الأزواج والآباء والأطفال دون سن 16 عامًا.
في عام 2007، يمنع الإحتلال العائلات من غزة من زيارة أقاربهم بعد أسر الجندي جلعاد شاليط. زادت القيود بعد قيام المقاومة في غزة باختطاف جثتي جنديين إسرائيليين قتلا خلال الحرب على غزة عام 2014.

## برامج التعليم
في عام 1967، حُرم الأسرى الفلسطينيون في البداية من أقلام الرصاص والورق. في أعقاب احتجاجات الإسرى، مُنحت إمكانية الوصول إلى الأقلام وأقلام الرصاص والورق والكتب والصحف والبث الإذاعي الخاضع للمراقبة. تم إنشاء المكتبات في كل سجن، وتم تنظيم دورات محو الأمية واللغة. تم تقديم دروس للسجناء الشباب للتحضير لامتحان الثانوية العام. لقد تعلم آلاف الأسرى الفلسطينيين اللغة العبرية في سجون الاحتلال.
في الثمانينيات، وفقًا لمايا روزنفيلد، تم حجب خيار المقاومة المسلحة تمامًا وأصبحت السجون «ملاذًا». وجد بحثها بين اللاجئين الفلسطينيين في مخيم الدهيشة في بيت لحم أن عملية تسييس الشبان من المخيم مرت بتحول نوعي خلال فترة سجنتهم، والتي تعزوها إلى ممارسات التنظيم الداخلي للإسرى الفلسطينيين والدور المركزي للدراسات والتعليم.
في نهاية المطاف، سُمح للأسرى الفلسطينيين بالحصول على دورات عبر الإنترنت من جامعة المفتوحة، واستكمال الشهادات الأكاديمية. وبموجب هذا البرنامج، كان التعليم للسجناء مجانيًا، حيث دفعت سلطات السجن رسوم التعليم الجامعي. في عام 2009، كان هناك 250 سجينا فلسطينيا يدرسون في الجامعة المفتوحة.
في يونيو 2011، أعلن رئيس الوزراء بنيامين نتنياهو، رداً على وقف محادثات السلام، أنه لن يتم منح الأسرى الفلسطينيين الحق في الحصول على شهادات أكاديمية في السجن. في أواخر عام 2012، استأنف ثلاثة سجناء قرار المحكمة العليا، التي رفضت استئنافهم. ذكر القضاة في حكمهم أن الحق في التعليم الجامعي المجاني لا ينطبق على المدانين بارتكاب جرائم. ومع ذلك، دعا الحكم سلطات السجن إلى أن «تراعي» في تقرير قضايا السجناء الموجودين بالفعل خلال البرامج الأكاديمية.

## الإضراب عن الطعام
في عام 1998، كان هناك تسع إضرابات عن الطعام قام بها أسرى فلسطينيون في سجون الإحتلال. في 1 أيار / مايو 2000، شارك قرابة 1000 من السجناء الفلسطينيين المعتقلين في سجون الاحتلال البالغ عددهم 1650 أسيراً في ذلك الوقت في إضراب عن الطعام دام شهرًا، احتجاجًا على «المعاملة التعسفية من جانب مسؤولي السجون، وظروف السجن دون المستوى، وحظر الزيارات العائلية، واستخدام الحبس الانفرادي، وسوء الرعاية الطبية، ورفض الاحتلال الإفراج عن جميع فئات السجناء المحددة في اتفاقياتها مع منظمة التحرير الفلسطينية». اندلعت مظاهرات حاشدة تضامنا مع الإسرى في جميع أنحاء مناطق الحكم الذاتي الفلسطيني في الأيام التالية، وبلغت ذروتها في مظاهرة حاشدة في 15 مايو (ذكرى النكبة) وتنتهي في 18 مايو، مع مقتل 7 فلسطينيين وجرح 1000. بالإضافة إلى ذلك، أصيب 60 فرد من الاحتلال أيضًا. انتهى الإضراب عن الطعام في 31 مايو بعد أن وعدت سلطات سجون الاحتلال بمراجعة الشكاوى وتخفيف القيود المفروضة على الزيارات. أشار تقرير صادر عن حكومة الاحتلال صدر في يونيو / حزيران 2001 عن ظروف سجن شطة إلى أن الظروف المعيشية «قاسية للغاية» في الجناح حيث تم احتجاز سجناء من الأراضي الفلسطينية المحتلة، وخلص إلى أن الخيام المكشوفة والحمامات القذرة التي تم إيواء الأسرى والاستحمام غير صالحة للاستخدام البشري.
في فبراير / شباط 2016، هدد محمد القيق، وهو صحفي فلسطيني في سجن الاحتلال، بإضراب مفتوح عن الطعام ضد الاعتقال الإداري عند إعادة اعتقاله، وهو ما ذكرته وكالة الاحتلال بأنه كان «ناشطًا إرهابيًا» لحركة حماس. وقد أُطلق سراحه من السجن في مايو 2016 بعد إضراب عن الطعام استمر 94 يومًا وأُعيد اعتقاله في منتصف يناير بعد مشاركته في احتجاج في الضفة الغربية للمطالبة بالإفراج عن جثث النشطاء الفلسطينيين. كان القيق واحدًا من عدد من المضربين الفلسطينيين البارزين عن الطعام في عام 2016، ومن بينهم الإخوة محمد ومحمود بلبول الذين ذهبوا بدون طعام لمدة 77 و 79 يومًا، وملك القاضي لمدة 68 يومًا، بلال كايد لمدة 71 يومًا.
في 5 أغسطس 2020، بدأ 33 أسيرًا فلسطينيًا في معتقل معسكر حوارة العسكري الإسرائيلية إضرابًا عن الطعام احتجاجًا على سوء المعاملة والإهمال من قبل مصلحة السجون الإسرائيلية.

### إضرابات جماعية عام 2012
بعد اعتقاله في 17 ديسمبر 2011، بدأ خضر عدنان، الذي يزعم الاحتلال أنه قائد لحركة الجهاد الإسلامي في فلسطين، إضراباً عن الطعام احتجاجاً على أنه ظروف عنيفة لاعتقاله. وبحسب ما ورد انضم مئات الفلسطينيين في سجون الاحتلال إلى عدنان في إضرابه عن الطعام كعمل تضامن. في أبريل 2012، أطلق سراحه بعد الصيام لمدة 66 يومًا.
في فبراير / شباط 2012، بدأ حوالي 1800 سجين فلسطيني معتقلون في سجون الاحتلال إضراباً جماعياً عن الطعام احتجاجاً على ممارسة الاعتقال الإداري. يعتقل الاحتلال حوالي 4500 أسير فلسطيني، منهم 310 معتقلون رهن الاعتقال الإداري، دون أن يكون لهم الحق في المحاكمة. قضى أربعة من المضربين عن الطعام أكثر من شهرين دون طعام. وشملت مطالب المضربين عن الطعام الحق في الزيارات العائلية للسجناء من غزة، وإنهاء استخدام الحبس الانفرادي الممتد والإفراج عن المعتقلين بموجب قوانين الاعتقال الإداري. وقد نُظمت مظاهرات مؤيدة للأسرى في كل من الناصرة وأم الفحم وكفر كنا وحيفا.
في 7 أيار / مايو 2012، رفضت المحكمة العليا الاستئنافات المقدمة على أساس حقوق الإنسان بحق اثنين من الأسرى، ثائر هللهلة وبلال ذياب. بعد بضعة أيام، عبر الأمين العام للأمم المتحدة بان كي مون واللجنة الدولية للصليب الأحمر عن قلقهما إزاء حالة المضربين عن الطعام.
في 14 مايو، أعلن أن الأسرى وافقوا على إنهاء إضرابهم عن الطعام، بعد أن توصلوا إلى اتفاق مع سلطات الاحتلال، توسطت فيه مصر والأردن وبعد طلب رسمي من محمود عباس. وبموجب الاتفاق، وافق الاحتلال على قصر الاعتقال الإداري على ستة أشهر، إلا في الحالات التي ظهرت فيها أدلة جديدة ضد أحد المشتبه بهم، لزيادة الوصول إلى الزيارات العائلية وإعادة الأسرى في الحبس الانفرادي إلى الزنازين العادية. كان هناك أيضًا اتفاق على فتح مزيد من المناقشات حول تحسين أوضاع السجون ووافق ممثلو المضربين عن الطعام على عدم الانخراط في أنشطة المتشددين، بما في ذلك التجنيد داخل السجون. صرحت حنان عشراوي من المجلس الوطني الفلسطيني بأن المضربين عن الطعام «أظهروا حقًا أن المقاومة اللاعنفية هي أداة أساسية في كفاحنا من أجل الحرية».

## النشاط السياسي والاجتماعي
بحسب يزيد صايغ، كانت «النتيجة غير المقصودة» لتدابير الأمن الداخلي للاحتلال هي المساهمة في التعبئة الاجتماعية للمجتمع الفلسطيني. نظرًا للعدد الكبير من الطلاب والشباب في السجن من منتصف سبعينيات القرن العشرين إلى أوائل الثمانينيات من القرن الماضي، كان نزلاء السجون «يميلون إلى أن يكونوا شبابًا ومتعلمين ومألوفين بأساليب العصيان المدني والاحتجاجات غير المسلحة». في السجن، تعرضوا للتلقين السياسي والتعليم في الأمن والتنظيم من العصابات المخضرمة. نظم الأسرى أنفسهم وفقًا للانتماء السياسي وشرعوا في تنفيذ برامج تعليمية، مما يجعل السجون «مدارس كوادر» غير مسبوقة. بعد إطلاق سراحهم، أصبحوا قادة حركات الطلاب في الجامعات والكليات الفلسطينية. وجد تحقيق بين الأسرى الفلسطينيين في المراحل الأولى من الانتفاضة الفلسطينية الأولى أن تعبئتهم السياسية لم تكن قائمة على أساس أيديولوجي إلى حد كبير، لأنها كانت وظيفة الإذلال المتكرر على أيدي قوات الاحتلال.

### وثيقة الأسرى الفلسطينيون
قام خمسة أسرى فلسطينيين معتقلون في سجون الاحتلال التابعة لحركة فتح وحماس والجهاد الإسلامي والجبهة الشعبية لتحرير فلسطين والجبهة الديمقراطية لتحرير فلسطين بتأليف وثيقة الأسرى الفلسطينيين. حددت الوثيقة 18 نقطة على أساسها ينبغي المضي في المفاوضات مع الاحتلال.

### نادي الأسير الفلسطيني
نادي الأسرى الفلسطينيين هو منظمة فلسطينية مستقلة غير حكومية تأسست عام 1993 وتضم حوالي 1600 عضو من السجناء الفلسطينيين السابقين الذين قضوا في سجون الاحتلال عام واحد على الأقل. الغرض من النادي هو مساعدة ودعم الآلاف من السجناء الفلسطينيين في سجون الاحتلال. يعمل النادي بطرق متعددة، تتراوح بين المساعدة القانونية والإجراءات السياسية للإفراج عن السجناء، إلى تقديم المساعدة لأسر السجناء. عبد العال العناني هو رئيس النادي، وعبد الله الزغري هو المدير التنفيذي للنادي. ومع ذلك، فمنذ عام 2011 على الأقل، يُشار إلى قدورة فارس على أنه «رئيس» نادي الأسير الفلسطيني، لذلك ليس من الواضح بالضبط ما هو موقف فارس بالفعل.

### محمد أبو سخا
في مارس / آذار 2016، أطلقت منظمة العفو الدولية حملة للإفراج عن مدرب السيرك الفلسطيني محمد أبو سخا، المعتقل دون تهمة أو محاكمة منذ اعتقاله في ديسمبر / كانون الأول 2015. ويدعي «الشاباك» أن سبب الاعتقال هو أن عضو من منظمة إرهابية. تتمثل الأغراض الرئيسية للحملة في الضغط على الاحتلال وتسليط الضوء على حالات أكثر من 600 سجين آخر في وضع مماثل. تم الرد على الدعوة من خلال الاحتجاجات التي تجري في جميع أنحاء العالم. كما تم جمع أكثر من 12000 توقيع على آفاز بموجب عريضة لإطلاق سراح أبو سخا.[بحاجة لمصدر]